# Djupfjorden (Sortland)
 For alternative betydninger, se Djupfjorden. (Se også artikler, som begynder med Djupfjorden)
Djupfjorden er en fjord på vestsiden af Hinnøya i Sortland kommune i Nordland fylke  i Norge. Den har indløb fra Sortlandssundet mellem Moldvikneset i syd og Børsneset i nord, og og går omkring tre kilometer mod sydøst ind til Djupfjordbotn.
Riksvej 822 krydser Djupfjorden på Djupfjordstraumen bro. Broen blev åbnet i 1983. Før broen og vejen fra Sigerfjord blev bygget, gik der færge mellem Djupfjorden og Sortland.
Inderst i Djupfjorden ligger vandkraftværket Djupfjord I, som får vand i rør og tunnel fra søer længere oppe. I dag går en arbejdsvej fra riksvejen til kraftstationen i fjordbunden. På nordøstsiden af fjorden ligger Strielva kraftverk.
Ved Djupfjorden findes et område med fyrreskov, noget der på Hinnøya ellers kun findes i Forfjorddalen og Roksøydalen, lenger mod nord.